# تیم ملی والیبال زنان اسرائیل
تیم ملی والیبال زنان اسرائیل تیم ملی والیبال زنان کشور اسرائیل است.

## نتایج

### بازی‌های المپیک تابستانی
۱۹۶۴ تا ۲۰۰۸ — شرایط حضور نداشت